# Anglia parlamentje
Ebben a szócikkben az angol parlament kialakulását tekintjük át 1066 és 1707 között. A kezdő időpont önkényes és egybeesik az 1066-os normann hódítás időpontjával. Ez az időpont egy hatalmi változás időpontja, nem lehet valamiféleképp a parlament kialakulásával összefüggésbe hozni. A végső időpont azzal kapcsolatos, hogy 1707-ben az angol parlament összeolvadt a skót parlamenttel, annak megfelelően, hogy a két ország egyesült Nagy-Britannia (Great Britain) néven.

## A legfontosabb események 1066 és 1707 között[1]

### Feudális rendszer
Normann Vilmos király 1066-ban feudális rendszert vezetett be Angliában. Mielőtt törvényeket hozott volna meghallgatta legnagyobb hűbéreseit (akiknek földeket juttatott).

### Magna Charta
János király 1215-ben a bárók nyomására kiadta a Magna Cartát, amelyben biztosította a legfőbb alattvalóiból álló tanácsot (Nagy Államtanács), hogy azok egyetértése nélkül nem vet ki vagy hajt be adót. A Charta pontjai biztosították a nemesek szabadságjogait, és megfogalmazták az uralkodóval szembeni nemesi ellenállás jogát is.

### A parlamentarizmus kiformálódása
A parlamentarizmus kiformálódása János fia, III. Henrik uralkodása alatt kezdődött el, és egy-két nemzedék alatt be is fejeződött. 1258-ban ismét fellázadtak a bárók V. Simon de Montfort vezetése alatt, de ezúttal bevonták a mozgalomba a közrendűeket is, és 1265-ben olyan gyűlést hívtak össze, amelyen minden grófság és város két-két követtel képviseltette magát. Innen számítható az angol parlamenti monarchia kezdete. A király ugyan leverte a mozgalmat, de maga a parlamentum intézménye fokozatosan meggyökeresedett. Lassan összeállt azoknak a főrangú uraknak, az egyházi és világi „főrendeknek”, lordoknak a listája, akiknek hivataluknál, vagyonuknál és tekintélyüknél fogva minden gyűlésre személyre szóló meghívót illett küldeni. Akiknek ilyen nem járt, azokat a „közrendűek” sorába számították, őket testületileg hívták meg és választott képviselőik képében voltak jelen a tanácskozásokon. A két csoport elkülönülve, két „házban” ülésezett, az előkelők a „felsőházban”, vagyis a Lordok Házában, a közrendű követek pedig az „alsóházban”.